# Мельно (Битівський повіт)
Мельно (пол. Mielno, нім. Mellno) — село в Польщі, у гміні Ліпниця Битівського повіту Поморського воєводства.
Населення — 154 особи (2011).
У 1975-1998 роках село належало до Слупського воєводства.

## Демографія
Демографічна структура станом на 31 березня 2011 року:
|          | Загалом | Допрацездатний вік | Працездатний вік | Постпрацездатний вік |
| -------- | ------- | ------------------ | ---------------- | -------------------- |
| Чоловіки | 77      | 10                 | 50               | 17                   |
| Жінки    | 77      | 20                 | 38               | 19                   |
| Разом    | 154     | 30                 | 88               | 36                   |